# Cantó de Lorquin
El cantó de Lorquin és un cantó francès del departament del Mosel·la, situat al districte de Sarrebourg. Té 18 municipis i el cap és Lorquin.

## Municipis
- Abreschviller (Elwechwiller)
- Aspach
- Fraquelfing (Frankling)
- Hattigny (Heintgné)
- Héming (Heinming)
- Hermelange
- Lafrimbolle (Leinfribol)
- Landange (Landonche)
- Laneuveville-lès-Lorquin
- Lorquin (Louonrking)
- Métairies-Saint-Quirin
- Neufmoulins (Nieumoling)
- Niderhoff (Nidreho)
- Nitting
- Saint-Quirin (Saint Kurieng)
- Turquestein-Blancrupt (Trehting )
- Vasperviller (Woschperwiller)
- Voyer (Vuyer)

## Història
| Data d'elecció                           | Identitat          | Partit                     | Qualitat |
| ---------------------------------------- | ------------------ | -------------------------- | -------- |
| 1945-1949                                | M. Robin           | MRP                        |          |
| 1949-19..                                | M. Lagrange        | Divers gauche              |          |
| 19..-1973                                | M. Klein           | Divers droite, després UDR |          |
| 1973-1985                                | André Nopré        | Divers droite, després RPR |          |
| 1985-2011                                | Jean-Luc Chaigneau | RPF, després UMP           |          |
| 2011-                                    | Emmanuel Riehl     | Sense etiqueta             |          |
| les dades anteriors no són pas conegudes |                    |                            |          |
|                                          |                    |                            |          |

## Demografia
| A partir de 1990 : Població sense dobles comptes |